# Sclerolepis verticillata
Sclerolepis verticillata là một loài thực vật có hoa trong họ Cúc. Loài này được (Michx.) Cass. miêu tả khoa học đầu tiên năm 1827.